# 1896年夏季奧林匹克運動會足球比賽
在1896年夏季奥林匹克运动会期间，於4月12日在雅典舉行了一場非官方的足球比賽，由希腊和丹麥的兩支代表隊在新法利隆自行車場比賽。 國際奧林匹克委員會（IOC）並未承認1896年奧運會有正式足球比賽存在，且大部分與1896年奧運會有關的著作實際上並未提及有足球比賽；然而有不爭的證據表明上述比賽是作為非官方節目的一部分，或在奧運會期間作為「示範項目」。
這場比賽被人輕視的原因是因為1896年奧林匹克運動會籌委會主席希臘國王佐治一世的建議，他公開表示未列入正式奧運項目的體育運動不應被提及，因此這場足球比賽被禁止在任何地方報導以及當地或國家報紙都沒有提到。這場比賽未被報導過最終比分仍然存在爭議，不同來源都認為丹麥隊以9-0或15-0的比分獲勝，他們後來被當地籌委會頒發銅牌。值得一提的是比賽主裁判是佐治一世的弟弟希臘和丹麥的喬治王子。

## 背景
1896年奧運會上的足球比賽的組織最初是在1894年11月的第一次IOC會議中提出的，這意味著最初計劃在奧運會中舉行足球比賽 。到1896年初，希臘奧委會已經得知有四支海外足球隊有興趣派出一支隊伍，因此於3月17日決定將足球列入1896年奧運會正式節目。但最終四支隊伍中沒有一支出現在雅典，盡管希臘為足球比賽作出準備，希臘籌劃委員會於3月28日的會議上以缺少參與者的原因決定將足球從正式奧運會節目中移除。由於4月3日秘書長只收到希臘和丹麥的名單。 因此足球在1896年雅典奧運會中（像拳擊、板球、賽馬、划船和帆船一樣）只是非正式奧運會項目的一部分。

## 參賽隊伍
希臘隊由體育俱樂部阿泰納自行車協會（Podilatikos Syllogos Athinón）所代表，該俱樂部亦代表希臘參加奧運會同樣在新法利隆自行車場舉行的單車比賽。不過組建方面丹麥隊則困難得多，哥本哈根賽艇俱樂部（Københavns Roklub）收到現代奧運之父皮埃尔·德·顾拜旦的邀請參加1896年奧運，但他們只派出兩名球員分別是尤金·施密特和霍爾格·尼爾森，他們需要在雅典搜尋在當地工作的丹麥人，如海員和商人，以及邀請奧斯特布羅足球俱樂部的部分成員填補球隊其他位置，哥本哈根賽艇俱樂部和奧斯特布羅曾是成立於1896年2月14日的丹麥國家奧林匹克委員會及體育同盟的創始成員之一 。前往雅典的奧斯特布羅球員因為經濟原因而退出由費林足球會球員取代。
捷克作家伊日·古斯·雅可夫斯基（Jiří Guth-Jarkovský）是1894年國際奧林匹克委員會（IOC）的創始成員之一，並在1896年作為IOC委員身在雅典，他在1896年報告指出丹麥在奧運會上有12名參與者，這解釋了為何丹麥能組成一支完整的足球隊。稍後的報告指出丹麥只有3名參與者，但另外的9名參與者很可能只是非官方足球比賽的一部分，因此他們從未出現在官方資料中列出。
尤金·施密特和霍爾格·尼爾森在1896年雅典夏季奧運會上參加其他比賽，施密特參加100米短跑和軍事步槍射擊比賽，雖然他並未取得任何顯著成就。而尼爾森則參加了擊劍、槍械和擲鐵餅比賽。

## 爭議
2017年，奧林匹克歷史學家沃爾克·克盧格（Volker Kluge）和比爾·馬隆（Bill Mallon）發表了一項調查結果，探討1896年奧運會上可能有一場足球比賽。他們引用了比爾·馬隆自己和圖雷·維德倫德（Turé Widlund）合著的一本關於1896年奧運會的書籍（1998年出版）。在該書中，他們得出結論;
足球列為1896年奧運會上的示範項目，但在當時並不存在這樣的稱號。據稱當時進行了一場希臘俱樂部和丹麥俱樂部之間的比賽。然而1896年的任何資料都不支持這一點，我們認為這很可能是在多部文獻中一直被誤傳。實際上並沒有進行這樣的比賽。
根據克盧格和比爾·馬隆提出的理論，1906年屆間運動會上丹麥隊與雅典隊之間的比賽被錯誤地報導成是發生在1896年奧運會上。實際上有一個來源指出1896年比賽是由雅典隊和士米拿隊對陣，但這場比賽其實發生在屆間運動會上，並被指是一個一直流傳的錯誤。

## 證據
奧運史學家艾瑞克·伯格瓦爾（Erik Bergvall）、弗里茨·瓦斯納（Fritz Wasner）、赫伯特·桑德（Herbert Sander）和佩德·克里斯蒂安·安徒生（Peder Christian Andersen）一致認為在1896年的奧運會上確實舉辦足球比賽，並排除了與1906年比賽的混淆。
1970年，一名前希臘足球運動員馬洛尼·伊薩亞斯（Malonis Isaias），他曾經在1919年盟軍運動會中也參加比賽，在一次訪問中提到了希臘足球的起源，並表示1896年奧運會確實有舉行足球比賽。
國際奧林匹克委員會的創始人之一阿列克謝·布托夫斯基（Aleksei Butovsky，1838–1917）視為是這場比賽的目擊者，根據他的說法比分是0-9。1976年4月的FIFA新聞第155期將丹麥列為第一屆奧運會冠軍。同年7月，FIFA舉辦第40屆大會，正式承認1896年奧運會為第一屆奧運會足球比賽。

## 延伸閱讀
- Young, David C. . Baltimore and London: The 約翰斯·霍普金斯大學出版社. 1996. ISBN 978-0-8018-5374-6.